# Salles-la-Source
Salles-la-Source ist eine französische Gemeinde im  Département Aveyron in der Region Okzitanien mit 2.313 Einwohnern (Stand 1. Januar 2022). Die namensgebende Quelle des Flusses Créneau ergießt sich inmitten der Gemeinde in einem 20 Meter hohen Wasserfall.
Salles-la-Source liegt im Weinbaugebiet Marcillac, einem Teil der Weinbauregion Sud-Ouest. Das Dorf mit 66 Grabhügeln oder Dolmen wie dem Dolmen Pérignagols auf dem Gemeindegebiet ist eine der an Vorzeitdenkmälern reichsten Gemeinden in Frankreich.

## Bevölkerungsentwicklung

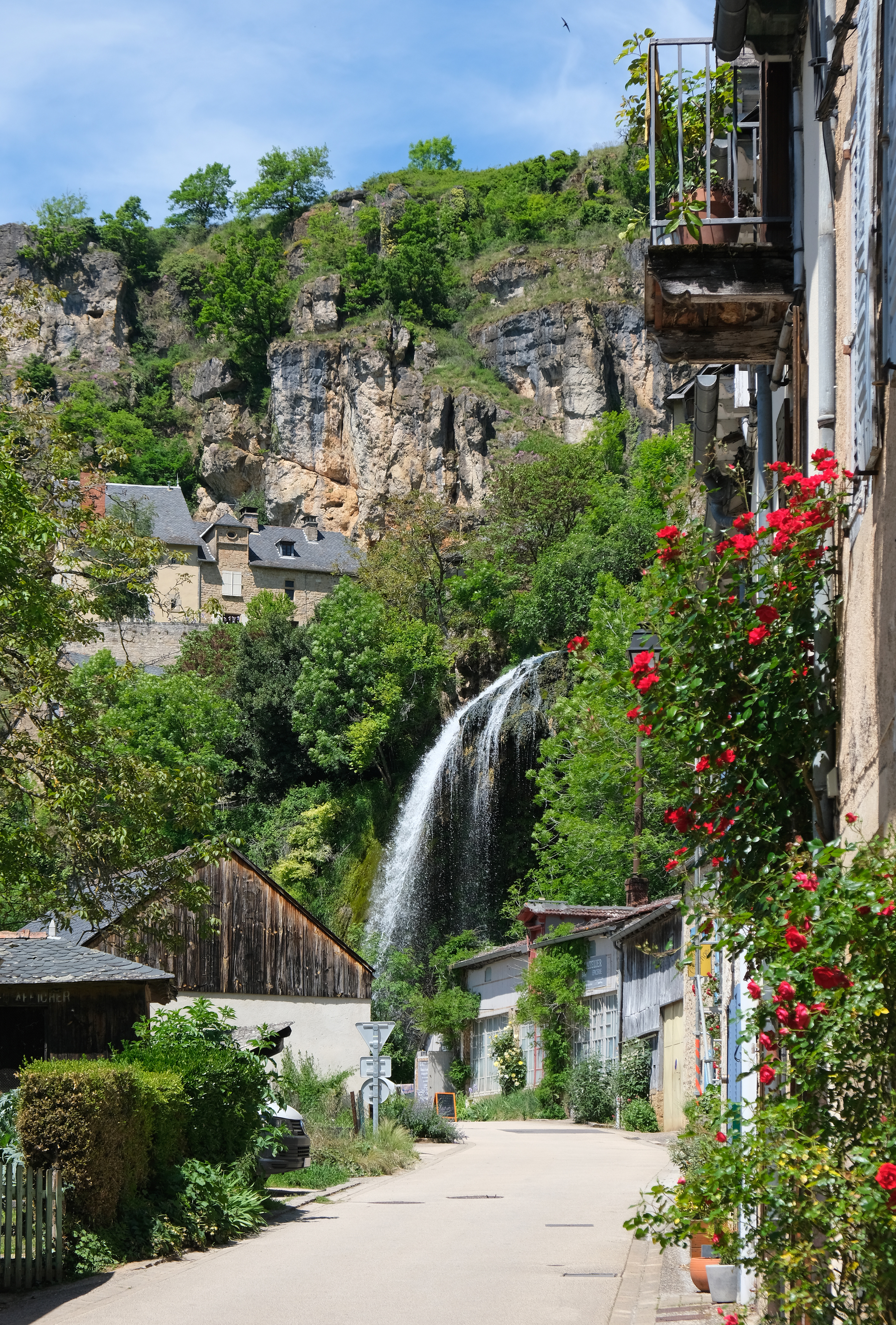
Salles-la-Source

| Jahr                       | 1962 | 1968 | 1975 | 1982 | 1990 | 1999 | 2009 | 2016 |
| Einwohner                  | 1300 | 1148 | 1187 | 1294 | 1594 | 1800 | 2075 | 2200 |
| Quellen: Cassini und INSEE |      |      |      |      |      |      |      |      |

## Sehenswürdigkeiten
- Dolmen du Genévrier
- Dolmen de Montaubert III
- Dolmen de Pérignagol I
- Dolmen de Saint-Antonin
- Dolmen de Vézinies III
- Kirche Saint-Paul aus dem 15. Jahrhundert
- Musée du Rouergue, Heimatmuseum im Gebäude einer ehemaligen Spinnerei aus dem 19. Jahrhundert